# Carapebus
Carapebus est une localité de l'État de Rio de Janeiro au Brésil qui comptait 10 013 habitants en 2011 et dont la superficie est de 305,5 km2.

## Maires
| Période | Période | Identité        | Étiquette | Qualité |
| ------- | ------- | --------------- | --------- | ------- |
| 2009    | 2012    | Amaro Fernandes | PRB       |         |